# USS Pensacola (CA-24)
Pour les autres navires du même nom, voir USS Pensacola.
L'USS Pensacola est un croiseur lourd de classe Pensacola en service dans l'United States Navy de 1928 à 1946.